# Lord Brechin and Navar
Lord Brechin and Navar war ein erblicher britischer Adelstitel (Lordship of Parliament), der zweimal in der Peerage of Scotland verliehen wurde.

## Verleihungen
Der Titel wurde erstmals am 29. Januar 1488 für Prince James Stewart, 1. Earl of Ross geschaffen. Er war der zweite Sohn König Jakobs III. von Schottland. Der Titel wurde ihm zusammen mit den übergeordneten Titeln Duke of Ross, Marquess of Ormond und Earl of Edirdale verliehen. Bereits am 23. Januar 1481 waren ihm die Titel Earl of Ross und Lord of Brechin, Navar and Ardmannoch verliehen worden. Alle diese Titel gehörten zur Peerage of Scotland und erloschen, als er am 17. Januar 1504 unverheiratet starb.
In zweiter Verleihung wurde der Titel am 3. August 1646 von König Karl I. für den Höfling Sir Patrick Maule neu geschaffen, zusammen mit dem übergeordneten Titel Earl of Panmure. Sein Enkel, der 4. Earl, beteiligte sich am Jakobitenaufstand von 1715, wurde daraufhin am 30. Juni 1716 durch Bill of Attainder vom Parlament geächtet, womit ihm alle Adelstitel aberkannt wurden.

## Liste der Lords Brechin and Navar

### Lords Brechin and Navar, erste Verleihung (1488)
- James Stewart, 1. Duke of Ross, 1. Lord Brechin and Navar (1476–1504)

- Patrick Maule, 1. Earl of Panmure, 1. Lord Brechin and Navar (1585–1661)
- George Maule, 2. Earl of Panmure, 2. Lord Brechin and Navar (1619–1671)
- George Maule, 3. Earl of Panmure, 3. Lord Brechin and Navar (1650–1686)
- James Maule, 4. Earl of Panmure, 4. Lord Brechin and Navar (1658–1723) (Titel verwirkt 1716)